# Kris Versteeg
Kris Versteeg (* 13. května 1986, Lethbridge, Alberta) je bývalý kanadský profesionální lední hokejista. Je vítězem Stanley Cupu z let 2010 a 2015 s Chicagem. Naposledy nastupoval v sezóně 2019/20 za HK Nitra.

## Hráčská kariéra

### Amatérská a juniorská kariéra
Většinu své juniorské kariéry strávil v Lethbridge, kde hrál od roku 2002 tři sezony. V sezoně 2005–06 hrál za Kamloops a Red Deer. Během celé kariéry ve WHL odehrál 264 zápasů a v nich nasbíral 167 bodů (62+105) a 312 TM.

### Profesionální kariéra
Když v sezoně 2005-06 skončil ve WHL, zamířil na farmu Bostonu do Providence, kde odehrál zbytek sezony a playoff.
V létě 2006 s Bruins podepsal nováčkovský kontrakt na tři sezony a před výměnou do Chicaga byl se 49 body (22+27) v 43 utkáních nejproduktivnějším hráčem Providence a 3. nejproduktivnějším nováčkem AHL. 3. února 2007 se pak spolu s blíže nespecifikovanou volbou v draftu stěhoval k Blackhawks výměnou za Brandona Bochenskiho. V Norfolku pokračoval v podobném duchu, když nasbíral 23 bodů v 27 utkáních, celkem tak nasbíral 72 bodů (26+46) v 70 utkáních, což stačilo na 4. místo v produktivitě nováčků AHL.
Sezonu 2007-2008 začal v AHL, ale Blackhawks ho v listopadu povolali k týmu a 22. listopadu 2007 v Calgary nastoupil k prvnímu zápas v NHL. Prvního bodu se dočkal ve svém 4. utkání 3. ledna 2008 ve Phoenixu, když si připsal asistenci a po té si ještě připsal i 1. gól v NHL, když překonal Tellqvista. V NHL celkem odehrál 13 zápasů a nasbíral 4 body. V AHL nasbíral 49 bodů v 56 utkáních a v playoff nasbíral ve 12 zápasech 11 bodů.
Před sezonou 2008-2009 si vybojoval stálé místo v týmu Blackhawks a měl skvělý vstup do sezony, když v prvních 20 utkáních nasbíral 20 bodů. V lednu byl nominován do NHL YoungStars Game, součást NHL All-Star Game, ale pro zranění se nemohl zúčastnit. Sezonu skončil s nejvíce asistencemi mezi nováčky NHL (31). Celkem odehrál 78 utkání a nasbíral celkem 53 bodů (22+31)a byl 2. nejproduktivnějším nováčkem NHL. V playoff pomohl Blackhawks do finále Západní konference 12 body (4+8) v 17 utkáních. Za své výkony byl nominován na Calder Trophy, ale v hlasování skončil 3. Také byl zařazen do All-Star týmu nováčků NHL. Po sezoně, 8. července 2009 prodloužil o 3 roky smlouvu s Blackhawks s ročním cap hitem 3,083 milionu dolarů.
Ve své druhé celé sezoně v NHL byl méně produktivní než v té nováčkovské, ale i tak dokázal nastřílet 20 branek a přidal 24 asistencí v 79 zápasech. V playoff pomohl 14 body v 22 zápasech Chicagu ke Stanley Cupu. Vzhledem k problémům s platovým stropem bylo Chicago nuceno ho vyměnit 30. června 2010 do Toronta společně s právy na Billyho Sweatta za útočníky Viktora Stalberga, Chrise DiDomenica a Philippa Paradise.
V sezoně 2010-2011 v novém působišti odehrál 53 zápasů a nasbíral 35 bodů (14+21) a 14. února 2011 byl vyměněn do Philadelphie za 3. kolo draftu 2011. V dresu Flyers odehrál pak do konce základní části 27 zápasů a připsal si 11 bodů (7+4). V playoff přidal 6 bodů (1+5) v 11 zápasech a 1. července 2011 se opět stěhoval, tentokrát na Floridu za podmíněné 2. kolo a 3. kolo draftu 2012.
V sezoně 2011-2012 byl 3. nejproduktivnějším hráčem Floridy s 54 body (23+31), což je jeho osobní rekord. Osobní rekord zaznamenal i v počtu nastřílených gólů (23). Po sezoně mu skončila smlouva a stal se chráněným volným hráčem a 23. července 2012 novou 4letou smlouvu s ročním cap hitem 4,4 milionu dolarů.
O začátek zkrácené sezony 2012-2013 přišel kvůli zranění třísel a ani pak se zdravotních problémů nezbavil a tak odehrál celkem jen 10 zápasů a nasbíral 4 body (2+2).
Za Floridu v sezoně 2013-2014 v 18 utkáních vstřelil jen 2 branky, nasbíral celkem 7 bodů a 14. listopadu 2013 byl vyměněn do Chicaga, se kterým získal v roce 2010 Stanley Cup. Společně s ním se do Chicaga, respektive na jeho farmu, stěhoval útočník Philippe Lefebvre a opačným směrem putovali útočník Jimmy Hayes a obránce Dylan Olsen. Součástí výměny byla i dohoda klubů, že Panthers budou hradit polovinu Versteegova platu (2,2 milionu dolarů). Celkem si v sezoně za oba kluby připsal 36 bodů (12+24) v 81 zápasech. V zápase 1. března 2014 proti Pittsburghu (pod otevřeným nebem) vstřelil svůj 100. gól v NHL. V playoff nedostával příliš příležitostí a tak v 15 zápasech zaznamenal jen 3 body (1+2).

## Úspěchy

### Individuální úspěchy
- NHL All-Rookie Team – 2008/09

### Kolektivní úspěchy
- Vítěz Stanley Cupu – 2009/10, 2014/15
- Vítěz Spengler Cupu (Tým Kanady) – 2019

## Klubové statistiky
| Sezona                 | Klub                  | Soutěž     | Základní část | Základní část | Základní část | Základní část | Základní část | Play off | Play off | Play off | Play off | Play off |
| Sezona                 | Klub                  | Soutěž     | Z             | G             | A             | B             | TM            | Z        | G        | A        | B        | TM       |
| ---------------------- | --------------------- | ---------- | ------------- | ------------- | ------------- | ------------- | ------------- | -------- | -------- | -------- | -------- | -------- |
| 2002/03                | Lethbridge Hurricanes | WHL        | 57            | 8             | 10            | 18            | 32            | —        | —        | —        | —        | —        |
| 2003/04                | Lethbridge Hurricanes | WHL        | 68            | 16            | 33            | 49            | 85            | —        | —        | —        | —        | —        |
| 2004/05                | Lethbridge Hurricanes | WHL        | 68            | 22            | 30            | 52            | 68            | 5        | 0        | 1        | 1        | 4        |
| 2005/06                | Kamloops Blazers      | WHL        | 14            | 6             | 6             | 12            | 24            | —        | —        | —        | —        | —        |
| 2005/06                | Red Deer Rebels       | WHL        | 57            | 10            | 26            | 36            | 103           | —        | —        | —        | —        | —        |
| 2005/06                | Providence Bruins     | AHL        | 13            | 2             | 4             | 6             | 13            | 3        | 0        | 0        | 0        | 6        |
| 2006/07                | Providence Bruins     | AHL        | 43            | 22            | 27            | 49            | 19            | —        | —        | —        | —        | —        |
| 2006/07                | Norfolk Admirals      | AHL        | 27            | 4             | 19            | 23            | 20            | 2        | 0        | 0        | 0        | 2        |
| 2007/08                | Rockford IceHogs      | AHL        | 56            | 18            | 31            | 49            | 174           | 12       | 6        | 5        | 11       | 6        |
| 2007/08                | Chicago Blackhawks    | NHL        | 13            | 2             | 2             | 4             | 6             | —        | —        | —        | —        | —        |
| 2008/09                | Chicago Blackhawks    | NHL        | 78            | 22            | 31            | 53            | 55            | 17       | 4        | 8        | 12       | 22       |
| 2009/10                | Chicago Blackhawks    | NHL        | 79            | 20            | 24            | 44            | 35            | 22       | 6        | 8        | 14       | 14       |
| 2010/11                | Toronto Maple Leafs   | NHL        | 53            | 14            | 21            | 35            | 29            | —        | —        | —        | —        | —        |
| 2010/11                | Philadelphia Flyers   | NHL        | 27            | 7             | 4             | 11            | 24            | 11       | 1        | 5        | 6        | 12       |
| 2011/12                | Florida Panthers      | NHL        | 71            | 23            | 31            | 54            | 49            | 7        | 3        | 2        | 5        | 8        |
| 2012/13                | Florida Panthers      | NHL        | 10            | 2             | 2             | 4             | 8             | —        | —        | —        | —        | —        |
| 2013/14                | Florida Panthers      | NHL        | 18            | 2             | 5             | 7             | 9             | —        | —        | —        | —        | —        |
| 2013/14                | Chicago Blackhawks    | NHL        | 63            | 10            | 19            | 29            | 27            | 15       | 1        | 2        | 3        | 4        |
| 2014/15                | Chicago Blackhawks    | NHL        | 61            | 14            | 20            | 34            | 35            | 12       | 1        | 1        | 2        | 6        |
| 2015/16                | Carolina Hurricanes   | NHL        | 62            | 11            | 22            | 33            | 34            | —        | —        | —        | —        | —        |
| 2015/16                | Los Angeles Kings     | NHL        | 14            | 4             | 1             | 5             | 9             | 5        | 1        | 1        | 2        | 0        |
| 2016/17                | Calgary Flames        | NHL        | 69            | 15            | 22            | 37            | 46            | 4        | 1        | 3        | 4        | 4        |
| 2017/18                | Calgary Flames        | NHL        | 24            | 3             | 5             | 8             | 6             | —        | —        | —        | —        | —        |
| 2018/19                | Avangard Omsk         | KHL        | 11            | 3             | 2             | 5             | 0             | —        | —        | —        | —        | —        |
| 2019/20                | HK Nitra              | SVK        | 3             | 0             | 3             | 3             | 0             | —        | —        | —        | —        | —        |
| 2019/20                | Rockford IceHogs      | AHL        | 6             | 0             | 1             | 1             | 2             | —        | —        | —        | —        | —        |
| NHL celkem             | NHL celkem            | NHL celkem | 643           | 149           | 209           | 358           | 374           | 93       | 18       | 30       | 48       | 70       |
| Konec hokejové kariéry |                       |            |               |               |               |               |               |          |          |          |          |          |

### Reprezentační statistiky
| 2004                   | Kanada 18'             | MS 18'                 | 7 | 0 | 2 | 2 | 4 |
| Juniorská reprezentace | Juniorská reprezentace | Juniorská reprezentace | 7 | 0 | 2 | 2 | 4 |